# Harold Acton
Harold Mario Mitchell Acton (ur. 5 lipca 1904, zm. 27 lutego 1994) – angielski poeta i pisarz pochodzenia włoskiego.

## Życiorys
Był postacią kontrowersyjną, pragnącą, jak twierdził, „wzbudzać wściekłość w sercach filistrów”. Wykształcony w Eton i Oxfordzie, jeszcze za czasów studenckich wydał dwa tomiki – Aquarium (1923) i An Indian Ass (1925). Przez rok, w 1924, wydawał pismo „Oxford Poetry”, w którym ukazał się jako obrońca stylu „post-eliotowskiego”. Po uzyskaniu bakalaratu (niższego stopnia naukowego) w 1926, Acton wyjechał do Włoch, gdzie w 1932 wydał pracę historyczną The Last Medici (Ostatni Medyceusz). Zniechęcony ekspansją faszyzmu, wyjechał do Chin, gdzie pozostał aż do wybuchu II wojny światowej. Wykładał literaturę angielską na uniwersytecie w Pekinie, tłumaczył poezję. Po wybuchu wojny wrócił do Anglii i wstąpił do RAF-u. Służył w Indiach i Cejlonie, gdzie, jak mówił, czuł się „upokorzony, lecz rozradowany” towarzystwem bohaterskich mężczyzn, a był osobą o orientacji homoseksualnej. W 1945 powrócił do Włoch i rozpoczął pisanie wspomnień – Memoirs of an Aesthete (1948). Obecnie jest znany głównie dzięki tej właśnie pozycji oraz jej kontynuacji z 1970 – More Memoirs of an Aesthete. W książkach tych w otwarty sposób pisze o swej seksualności.
Najbardziej wartościowe dzieła Actona to jednak dwuczęściowe prace historyczne, będące próbą obrony monarchii, The Bourbons of Naples (1957) i The Last Bourbons of Naples (1961).
Acton w 1974 otrzymał tytuł Rycerza Komandora Imperium Brytyjskiego. Zmarł we Włoszech. Nie posiadając bliskiej rodziny, zapisał swój majątek wart 500 milionów dolarów uczelni New York University. Po jego śmierci, testy DNA ujawniły istnienie jego przyrodniej siostry, która zakwestionowała jego legat.

## Dzieła
- Aquarium, 1923, poezja
- An Indian Ass, 1925, poezja
- Humdrum, 1928, proza
- This Chaos 1930, poezja
- The Last Medici 1932, non-fiction
- Peonies and Ponies, 1941, proza
- Memoirs of an Aesthete 1948), non-fiction
- The Bourbons of Naples 1734–1825, 1956, non-fiction
- The Bourbons of Naples 1825–61 1961, non-fiction
- More Memoirs of an Aesthete, 1970, non-fiction
- Tit for Tat, and Other Tales, 1972, opowiadania